# TOSY
TOSY Robotics là một công ty của Việt Nam chuyên nghiên cứu và sản xuất những sản phẩm robot và đồ chơi công nghệ cao, với trụ sở được đặt tại Hà Nội. Được thành lập từ năm 2004, các sản phẩm của TOSY Robotics đến nay đã có mặt tại hơn 60 quốc gia trên thế giới và đều được đăng ký bằng sáng chế và sở hữu trí tuệ tại các quốc gia này. Các dòng sản phẩm thương mại chính hiện nay bao gồm DiscoRobo, TOOP và AFO.

## Lịch sử
- 2004 / tháng 9: Thành lập công ty.
- 2005 / tháng 1: Khởi động dự án nghiên cứu và thiết kế robot dáng người có khả năng chơi bóng bàn mang tên TOPIO.
- 2006 / tháng 4: Thành lập nhà máy đầu tiên (rộng 1600m2) tại Khu công nghiệp An Khánh.
- 2007 / tháng 11: Lần đầu dấn thân trường quốc tế khi xuất hiện tại Triển lãm Robot lớn nhất thế giới IREX tổ chức tại Tokyo, Nhật Bản nhằm giới thiệu phiên bản TOPIO 1.0.
- 2009:

Tháng 2: Phiên bản TOPIO 2.0 gây ấn tượng tại Triển lãm Đồ chơi lớn nhất thế giới Spielwarenmesse tổ chức tại Nuremberg, Đức; đồng thời ra mắt các dòng sản phẩm đồ chơi công nghệ cao khác như: Robot bóng BallRobo, Robot lốp xe TyreRobo và Đĩa bay AFO .

Tháng 9: Nhà máy thứ hai (rộng 1500m2) tại Khu công nghiệp Cầu Giấy chính thức được đưa vào sử dụng.

Tháng 11: Lần thứ hai tham dự Triển lãm Robot IREX .
- 2010:

Tháng 2: Lần thứ hai tham dự Triển lãm Đồ chơi Spielwarenmesse.

Tháng 6: Tham dự Triển lãm Tự động hóa lớn nhất thế giới Automatica diễn ra tại Munich, Đức nhằm giới thiệu 3 sản phẩm robot công nghiệp: Parallel Robot, Scara Robot và Arm Robot.
- 2011:

Tháng 1: Lần đầu tham dự Triển lãm Đồ chơi lớn nhất châu Á Hong Kong Toys & Games Fair.

Tháng 2: Lần thứ ba tham dự Triển lãm Đồ chơi Spielwarenmesse.
 Lần đầu tham dự Triển lãm Đồ chơi lớn thứ ba thế giới New York Toy Fair diễn ra tại New York, Mỹ nhằm giới thiệu dòng sản phẩm mới: Con quay TOOP .

Tháng 7: TOOP được Tổ chức Guinness thế giới cấp bằng chứng nhận là 'Con quay tự quay lâu nhất thế giới'. 
- 2012:

Tháng 1: Giới thiệu phiên bản mRobo 2.0 tại Triển lãm Điện tử tiêu dùng lớn nhất thế giới CES tổ chức tại Las Vegas, Mỹ. Siêu sao nhạc Pop từng được đề cử Giải Grammy của Mỹ Justin Bieber đã được TOSY Robotics mời tới sự kiện này để làm người đại diện hình ảnh của sản phẩm .

Tháng 2: Lần thứ tư tham dự Triển lãm Đồ chơi Spielwarenmesse.
 Lần thứ hai tham dự Triển lãm Đồ chơi New York Toy Fair.
Tháng 10: Lần thứ hai tham dự Triển lãm Đồ chơi Hong Kong Toys & Games Fair.

Lần đầu tham dự Triển lãm Điện tử tiêu dùng lớn nhất Nhật Bản CEATEC.
- 2013:

Tháng 1: Vũ công/biên đạo múa nổi tiếng thế giới Derek Hough, người đã từng 3 lần là quán quân của show truyền hình Dancing with the Stars của Mỹ, đã có mặt tại Triển lãm Điện tử tiêu dùng CES để giới thiệu phiên bản mRobo 2.0 .

Tháng 7: Lần đầu tham dự Triển lãm Điện tử tiêu dùng toàn châu Âu IFA tại Berlin, Đức.

Tháng 10: Lần thứ ba tham dự Triển lãm Đồ chơi New York Toy Fair nhằm giới thiệu dòng sản phẩm mới: Robot nhảy DiscoRobo .
- 2014:

Tháng 6: Chuyển khối văn phòng công ty sang trụ sở mới tại quận Thanh Xuân, Hà Nội.

Tháng 10: Lần thứ ba tham dự Triển lãm Đồ chơi Hong Kong Toys & Games Fair.

Tháng 12: Ra mắt phiên bản mới DiscoRobo 2.0.
- 2015:

Tháng 2: Lần thứ năm tham dự Triển lãm Đồ chơi Spielwarenmesse.

Lần thứ tư tham dự Triển lãm Đồ chơi New York Toy Fair.

## Giải thưởng quốc tế
- Best Toy Awards – AFO, tạp chí Good Housekeeping, 2011 [12]
- Top Tech Toy – AFO, tạp chí The Street, 2011 [13]
- Kỷ lục Guinness thế giới – TOOP, 2011 [14]
- Great Toy of the Year – TOOP, tạp chí Good Housekeeping, 2012 [15]
- Best of Toy Fair – DiscoRobo, tạp chí Popular Science, 2012 [16]
- Space Age Award for Best High-tech Toy – SketRobo, 2012 [17]
- Top Product at New York Toy Fair – SketRobo, tạp chí Mashable, 2012 [18]
- Best of CES – mRobo, tạp chí Washington Post, 2012 [19]
- Best of CES – mRobo, tạp chí Huffington Post, 2012 [20]